# لی جو میونگ
لی جو میونگ (کره‌ای: 이주명؛ زادهٔ ۱ دسامبر ۱۹۹۳)، بازیگر و مدل اهل کره جنوبی است. او حرفهٔ بازیگری خود را با ایفای نقش در مجموعهٔ تلویزیونی همشهریان من (۲۰۱۹) آغاز کرد و بیشتر به خاطر نقش‌هایش در مجموعه‌های تلویزیونی گمشده: آن سوی دیگر (۲۰۲۰) و کایروس (۲۰۲۰) شناخته می‌شود.

## زندگی و حرفه
لی جو میونگ، زادهٔ ۱ دسامبر ۱۹۹۳ در کره جنوبی است.
در سال ۲۰۱۶، لی جو-میونگ فعالیت خود را به عنوان یک مدل در موزیک ویدئوی «نرو» (Don't Leave, 떠나지마) از یانگ دا ایل آغاز کرد. پس از چندین فیلم‌برداری تصویری و حضور در موزیک ویدئوها، او حرفهٔ خود را به عنوان بازیگر از طریق مجموعهٔ تلویزیونی شبکهٔ کی‌بی‌اس با عنوان همشهریان من آغاز کرد.

## فیلم‌شناسی

### مجموعه تلویزیونی
| سال  | عنوان                | نقش           | توضیحات               | منابع |
| ---- | -------------------- | ------------- | --------------------- | ----- |
| ۲۰۱۹ | همشهریان من          | هوانگ سونگ یی | نقش مکمل              | [ ۲ ] |
| ۲۰۲۰ | پلی‌لیست بیمارستان    | سونگ پی‌دی     | حضور افتخاری (قسمت ۱) | [ ۲ ] |
| ۲۰۲۰ | گمشده: آن سوی دیگر   | جانگ می       | نقش مکمل              | [ ۲ ] |
| ۲۰۲۰ | کایروس               | پارک سو جونگ  | نقش مکمل              | [ ۲ ] |
| ۲۰۲۱ | چک کردن برنامه سفر   | جانگ رو ری    | نقش مکمل              | [ ۳ ] |
| ۲۰۲۲ | بیست و پنج بیست و یک | جی سونگ وان   | بازیگر اصلی           | [ ۴ ] |

### حضور در موزیک ویدئوها
| سال  | عنوان                                                 | آرتیست                               | مدت  | منابع |
| ---- | ----------------------------------------------------- | ------------------------------------ | ---- | ----- |
| ۲۰۱۶ | «نرو» (Don't Leave, 떠나지마)                         | یانگ دا ایل                          | ۳:۲۷ | [ ۱ ] |
| ۲۰۱۶ | «چه کسی دوباره می‌خواند» (Who's Got You Singing Again) | پی‌آرئی‌پی                             | ۴:۴۹ | [ ۱ ] |
| ۲۰۱۷ | «دومین قرار» (Second Date)                            | شوگربول                              | ۳:۳۸ | [ ۱ ] |
| ۲۰۱۷ | «مرا پایین نگهدار» (Hold Me Down)                     | دام‌فَوندِد                             | ۳:۱۱ | [ ۱ ] |
| ۲۰۱۷ | «سامر گو لوکو» (Summer Go Loco)                       | لوکو (با همکاری گری)                 | ۳:۱۲ | [ ۱ ] |
| ۲۰۱۷ | «برف» (Snow, 눈)                                      | زایون. تی (با همکاری لی مون-سه)      | ۷:۱۴ | [ ۵ ] |
| ۲۰۱۸ | «نرو» (Don't Leave, 떠나지마요)                       | بلاک بی                              | ۳:۵۹ | [ ۱ ] |
| ۲۰۱۸ | «دیوانه» (Crazy, 미쳤나봐)                            | مارتین اسمیت (با همکاری جونگ سون-ها) | ۸:۰۲ | [ ۵ ] |
| ۲۰۲۱ | «تانگ» (Tang!♡; 탕!♡)                                 | مینو                                 | ۳:۱۵ |       |

## جوایز و نامزدی‌ها
| مراسم جوایز         | سال  | دسته                     | نامزد / اثر | نتیجه    | منابع |
| ------------------- | ---- | ------------------------ | ----------- | -------- | ----- |
| جوایز درامای ام‌بی‌سی | ۲۰۲۰ | بهترین بازیگر تازه‌کار زن | کایروس      | نامزدشده | [ ۶ ] |